# Bernat de Septimània
Bernat I o Bernat de Septimània (795 - 844) fou comte de Barcelona i Girona (826-832 i 835-844), comte d'Osona (826), duc de Septimània i Gòtia, comte de Narbona, Besiers, Agde, Melguelh, Nimes i, probablement, Usès i Lodeva (828-832 i 835-844), comte de Tolosa (835-844) i comte de Carcassona (837-844).

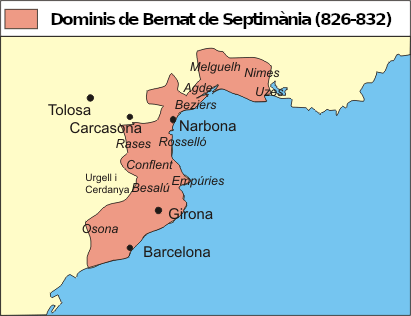
Dominis de Bernat de Septimània 826-832.

El dia de sant Pere, el 29 de juny del 824 es va casar a Aquisgrà amb Duoda o Dodana (Dhuoda), una dama de l'alta noblesa famosa pel seu manual d'educació pels seus fills. Devic i Vaisette el situen després, vers setembre i octubre del mateix any, a l'expedició que va assolar Bretanya (vegeu Dieta de Compiegne (824)).

## El primer govern (826-832)
Fill de Guillem I de Tolosa i de la seva segona esposa, la dama Guitburga, Bernat fou nomenat comte de Barcelona i Girona per Lluís el Pietós, rei dels francs i emperador d'Occident, l'any 826, succeint en el càrrec al franc Rampó. Bernat era el cap del partit de la guerra contra els musulmans i pro-franc, és a dir, oposat als interessos de la noblesa local goda.

### La revolta d'Aissó
Poc després de la designació, un magnat anomenat Aissó, potser un got lloctinent de l'ex-comte Berà o un àrab de nom Ayxun, fill de Sulayman al-Arabí, que residia confinat a Aquisgrà des d'una data indeterminada, va fugir i va arribar al Comtat d'Osona, on les guarnicions dels castells li eren favorables (per lleialtat a Berà) i se li van unir en una revolta contra el nou comte. Solament el castell de Roda de Ter es va resistir i fou destruït pels sublevats. Molts gots nobles es van unir a Aissó i entre ells Guillemó (Guillemundus), fill de Berà, que era encara comte de Rasès i de Conflent. Fins i tot es varen reclutar musulmans partidaris de la pau amb els francs. De la zona central que ocupava, Aissó va sotmetre a càstig el comtat de Cerdanya i la regió del Vallès.
El jove comte Bernat, que no tenia encara els trenta anys, va demanar ajuda a l'emperador i la va rebre, bastant minsa però suficient per tenir a ratlla els rebels; també el van ajudar alguns nobles locals gots o hispani. Per això Aissó es va veure obligat a sol·licitar ajuda de l'única potència que podia fer front als francs, és a dir, l'emirat de Còrdova, i va enviar una ambaixada presidida pel seu germà, demanant ajuda a Abd-al Rahman II. Aquest va enviar el general Ubayd Allah, conegut també com a Abu Marwan, que va arribar a Saragossa el maig del 827. D'allí va passar a territori del comtat de Barcelona. A l'estiu va arribar a la ciutat, que va assetjar sense èxit, i va saquejar els voltants. Els andalusins van passar llavors a Girona, que tampoc van poder ocupar (10 d'octubre del 827).
Mentrestant, Lluís el Pietós, assabentat de la incursió musulmana, va ordenar al seu fill Pipí I d'Aquitània i als comtes Hug de Tours i Matfred d'Orleans el reclutament d'un exèrcit. Però el reclutament fou lent i quan va haver estat fet Abu Marwan ja estava retornant a territori musulmà. Els rebels abandonaren el país amb ells (827). Probablement, Aissó es va refugiar a Còrdova, on més tard, sospitós de conspiració, fou assassinat per ordre de l'emir. També Guillemó degué acabar els seus dies a Còrdova.

### Increment del poder: duc de Septimània
La victòria va incrementar el prestigi de Bernat. Encara que el comtat d'Osona, depenent del de Barcelona, va quedar despoblat durant mig segle, la seva ruïna va atribuir-se a Hug de Tours i Matfred d'Orleans per la seva tardança a arribar. Ambdós comtes foren desposseïts dels seus comtats a l'assemblea d'Aquisgrà del 828, i el comtat d'Orleans fou concedit a Eudes o Odó, parent de Bernat. Gaucelm, germà de Bernat, rebé els feus de Conflent i Rasès. Com que el comte Leibulf de Narbona havia mort a la primavera del 828, els seus extensos dominis foren atribuïts a Bernat: els comtats de Narbona, Besiers, Agde, Melguelh, Nimes i, probablement, Usès i Lodeva. Per això se'l va conèixer com a Bernat, duc de Septimània (o simplement Bernat de Septimània).
A l'assemblea d'Ingelheim del juny del 828 es va considerar efectuar una incursió de represàlia a territori cordovès, però encara que un exèrcit es va reunir a Thionville no va arribar a entrar als dominis de Bernat en desaparèixer l'amenaça musulmana, car els seus líders semblava que ja havien renunciat a un nou atac.

### Estada a la cort de l'emperador
L'agost del 829 l'emperador Lluís el Pietós, va enviar el seu fill Lotari I a Itàlia, amb el títol de rei. Per substituir-lo a la cort va cridar Bernat de Septimània, amb el títol de camarlenc, tenint la custòdia del nen Carles (després Carles II el Calb). Bernat va confiar el govern dels seus comtats al seu germà Gaucelm, que per això també fou nomenat marquès.
Al cap de pocs mesos d'estar a la cort, Bernat ja s'havia creat molts enemics que van fer córrer el rumor d'una relació il·lícita amb l'emperadriu, Judit de Baviera, cosa que va provocar un motí a l'exèrcit reunit a Rennes per combatre els bretons l'abril del 830. Amenaçat seriosament, ja que els tres fills grans de Lluís el Pietós donaven suport al partit contra Bernat, aquest va abandonar la cort i va tornar als seus dominis de Septimània i Gòtia. Un germà de Bernat que es va quedar a la cort, Eribert, fou desterrat. Per un temps, Lotari va triomfar sobre el seu pare Lluís, però aquest va recobrar el poder a l'assemblea de Nimega de l'octubre del 830, i a l'assemblea d'Aquisgrà de febrer del 831 es va procedir a un repartiment de l'Imperi en el qual la Gòtia fou assignada a Carles el Calb, encara que el repartiment no seria efectiu fins a la mort de Lluís el Pietós. Bernat va intentar vincular-se novament a Judit i Carles el Calb, però aquests, després del que havia passat, evitaren relacionar-se amb el marquès. A l'assemblea de Thionville de l'octubre del 831 Bernat va poder parlar personalment amb l'emperador, però no li va servir per a recuperar la privança anterior. Per això Bernat optà per canviar de bàndol.
La intriga palatina que va envoltar l'acusació d'adulteri entre Judit i Bernat és a l'origen de la llegenda del bon comte de Barcelona i l'emperadriu d'Alemanya, recollida en diverses tradicions literàries romàniques, entre les quals la catalana (Crònica de Bernat Desclot, Curial e Güelfa, Tirant lo Blanc).

### Pèrdua del poder a la cort (830)
Vegeu: Revolució a l'imperi carolingi (830)

## Rehabilitació de Bernat
Bernat es va mantenir el marge de les assemblees de Nimega de la tardor del 830 i d'Aquisgrà al començament del 831. Consolidada la posició de Lluís el Pietós, Bernat, per la seva reputació i la de l'emperadriu Judit, es va presentar a la dieta de Thionville a la tardor i va demanar ser rebut per demostrar la seva innocència. Com a mètode de prova va suggerir el duel contra qualsevol que el volgués acusar, seguint les lleis dels francs, però ningú es va presentar; llavors la seva innocència es va dictar per jurament, seguint igualment la llei. A la dieta de Thionville estaven presents Lotari I d'Itàlia i Lluís de Baviera; Pipí I d'Aquitània va excusar amb diversos motius la seva assistència tot i les ordes directes de l'emperador, però finalment, sota orde paterna, es va haver de presentar el desembre a Aquisgrà on estava Lluís el Pietós; aquest el va amonestar i li va ordenar de restar al seu costat i d'absentar-se sense el seu permís, el que era una mena d'arrest. Però després de les festes Pipí es va evadir el dia dels sants Innocents (28 de desembre del 831) sortint de nit cap a Aquitània, acompanyat dels senyors que li eren més afectes.

## Pèrdua dels honors
Hi va haver fins i tot una mena de lligam secret amb Bernat de Septimània, que al seu torn estava descontent per no haver estat restablert en la seva posició a la cort. Berenguer, comte de Tolosa i conseller de Pipí, li va aconsellar de no revoltar-se però Bernat de Septimània el va instigar a fer-ho. A principis del 832, Lluís el Pietós va convocar una dieta a Orleans per discutir els mètodes de restablir a Pipí en l'obediència. Lotari i Pipí i foren cridats, però Lluís va donar suport al seu germà i no hi va anar; aspirava a la part de Germània destinada al seu germanastre Carles el Calb. Lluís el Pietós va iniciar la campanya contra els seus fills rebels. Lluís el Pietós va anar primer a Germània i va sotmetre ràpidament a Lluís de Baviera (maig del 832). Llavors va anar a Aquitània on va fer assemblea general a Joac, al costat de Llemotges; Pipí es va haver de sotmetre igualment i fou enviat desterrat a Trèveris (octubre) mentre els seus territoris eren destinats a Carles el Calb. Mentre Berenguer, lleial a l'emperador, va entrar als dominis de Bernat, apoderant-se d'alguns d'ells, amb seguretat el Rosselló (amb el Vallespir), probablement també Rasès i el Conflent. El 2 de febrer del 832 Berenguer ja era a Elna.
Bernat va haver de comparèixer a l'assemblea de Joac on es va decidir la seva sort (octubre). Fou acusat de fellonia, d'haver inspirat a Pipí l'esperit de revolta i de desobediència, però el delator no va gosar a sostenir l'acusació ni oferir el duel al qual estava obligat per les lleis dels francs i Bernat no va poder ser jutjat amb tot el rigor. L'emperador es va limitar a desposseir-lo de tots els seus honors o dignitats (honoribus) és a dir els comtats de Septimània i Gòtia; el seu germà Gaucelm del Rosselló va compartir la seva desgràcia i va perdre els comtats de Rosselló i Empúries que ocupava per dret propi i els de Conflent i Rasès que ocupava segurament per delegació del seu germà. Gaucelm va conservar un temps el comtat d'Empúries sense acatar la destitució però uns missi dominici foren enviats per informar de la situació i finalment va renunciar i va marxar cap a propietats familiars a Borgonya, juntament amb el seu fidel lloctinent Sanila. Els territoris dels dos germans foren llavors concedits a Berenguer de Tolosa.

## El segon govern (835-844)

### Submissió i retorn dels comtats
En aquesta última guerra, on Lotari fou derrotat, Bernat i Gaucelm lluitaren al costat de Pipí d'Aquitània, que finalment va sortir victoriós. Bernat, al·legant l'alt preu de sang pagat per la seva família en aquesta lluita, va reclamar la devolució dels seus dominis. Però Berenguer els ostentava legítimament i el seu bàndol també havia sortit guanyador de la lluita, encara que debilitat. L'emperador dubtava de com actuar. El juny del 835 va convocar Bernat i Berenguer a una assemblea a Cremieux, prop de Lió, on es prendria una decisió, però durant el viatge Berenguer va morir sobtadament. Ja sense obstacle, l'emperador atribuí Septimània, Gòtia i Tolosa a Bernat. Del gran lot territorial que havia administrat Berenguer, sols Empúries, el Rosselló, Pallars i Ribagorça mancaven a Bernat. Empúries i el Rosselló perquè ja havien estat atribuïts al comte Sunyer I, i Pallars i Ribagorça perquè dos anys abans, el 833, havien estat usurpats per Galí I Asnar, comte d'Urgell i Cerdanya, i no havien estat recuperats. El 837 Bernat va rebre també el comtat de Carcassona.
Però Bernat va tornar a actuar despòticament, sense tenir en compte els desitjos de la població d'origen got, que abans havia donat suport a Berà i després a Berenguer. Dotzenes de queixes es presentaren en contra seva a l'assemblea de Quierzy-sur-Oise de setembre del 838. Des del 841, Bernat va estar sovint absent, participant en les lluites de l'Imperi, i els comtats foren administrats pels seus respectius vescomtes.
A la batalla de Fontenoy-en-Puysaye (25 de juny del 841) Carles el Calb i Lluís el Germànic van vèncer el seu germà Lotari I que, això no obstant, va poder replegar-se cap al sud amb el seu exèrcit. Bernat es va estar pels voltants del camp de batalla, a l'espera del resultat, i en acabar, va enviar el seu fill Guillem a oferir homenatge a Carles el Calb, i a prometre-li que el seu pare aconseguiria la submissió de Pipí II d'Aquitània, fill de Pipí I, que havia mort el 838, i que continuava la rebel·lió iniciada pel seu pare. Però Bernat no va complir el que havia promès.

### Segona rebel·lió i mort
L'any 842, durant una campanya per Aquitània, Carles el Calb decidí castigar Bernat desposseint-lo del comtat de Tolosa, que va entregar al comte Acfred (juliol del 842), però Bernat va refusar acceptar la decisió i es va rebel·lar obertament, aliat a Pipí II, i va expulsar Acfred (843). El comte (ducem) Guerí de Provença, que el 842 va dirigir la campanya a Aquitània, va passar a combatre a la Septimània. Diversos fets externs (la invasió normanda, la rebel·lió bretona) obligaren a parar les lluites civils.
L'agost del 843 es va firmar el Tractat de Verdun, que repartia l'Imperi, quedant Septimània i Gòtia al paquet de Carles el Calb, menys el comtat d'Usès, on Bernat tenia béns patrimonials, que va ésser assignat a Lotari I. El comtat d'Autun, reclamat pel seu fill Guillem, fou confiat a Guerí, rival de Bernat.
El 844, Carles el Calb va tornar a Aquitània amb l'objectiu de sotmetre Pipí II i conquerir Tolosa. Sembla que en un cop de sort Bernat de Septimània fou capturat per les forces imperials durant l'atac a Tolosa. Un historiador francès, Pierre Andoque, manté que Bernat fou capturat avançat l'any 843 pel duc Guerí, a Usès. Fos com fos, el maig del 844 Bernat va ser presentat davant Carles. Aquest va ordenar la seva execució i Bernat va ser decapitat. No obstant això, Pipí II i Guillem infligiren una severa derrota a Carles a Angumois, el 14 de juny del 844, i així els seguidors de Bernat no foren totalment eliminats.

## Núpcies i descendència
El 29 de juny de 824 es va casar, a Aquisgrà, amb Duoda, probable filla del comte de Gascunya (vers 800-843). D'aquesta unió van néixer dos fills i una filla:
- Guillem de Septimània, nascut el 29 de novembre del 826, que fou comte d'Agen, i va morir decapitat, com el seu pare, el 850, a Barcelona, per ordre de Carles el Calb, per no haver respectat la seva promesa intentant emparar-se dels comtats de Barcelona i d'Empúries.
- Bernat Plantapilosa, nascut el 22 de març del 841 a Usès. Fou comte d'Alvèrnia.
- Roselinda (Regelindis), que fou esposa del comte Vulgrí I d'Angulema.

Duoda fou autora del cèlebre Liber manualis, escrit a Usès entre els anys 841 i 843. Considerat el tractat sobre l'educació més antic que es coneix, es tracta d'una guia per als seus fills Guillem i Bernat, que li havien estat llevats pel seu pare. La intenció declarada del manual era que no l'oblidessin i s'eduquessin seguint la voluntat materna.

## Títols i successors
Bernat fou principalment comte de Barcelona «Bernhardus comes Barcinonensis», mentre que els altres dominis augmentaren el seu poder territorial. Aicí, apareix a les cròniques intitular com a duc (dux), títol al qual s'han assignat connotacions estrictament militars amb reserves. Amb posterioritat els historiadors parlaren d'ell com a margrave/marquès (marchio):
- Bernhardus comes Barcinonensis[7] ("Bernat, comte de Barcelona")
- duce Bernhardo[8] ("Duc Bernat")
- præfatus Bernardus[9] ("Prefecte Bernart")
- Bernhardum Barcenonensium ducem[10] ("Bernat, Duc de Barcelona")
- Bernardus comes marcæ Hispanicæ[9] ("Bernat, comte de la marca Hispànica")
- Bernardo comiti Tolosano[11] ("Bernat, comte de Tolosa")